# Daniel Brühl
Daniel César Martín Brühl González Domingo (n. 16 iunie 1978, Barcelona, Catalonia, Spania) este un actor german. A început să joace la o vârstă fragedă într-o telenovelă germană numită Iubire Interzisă în 1995. În 2003, rolul său din filmul german Good Bye, Lenin! a fost apreciat de critici, câștigând la European Film Award pentru Cel Mai bun Actor. Brühl a jucat în mai multe producții germane și americane
A fost nominalizat la Globul de Aur și la BAFTA pentru cel mai bun actor într-un rol secundar pentru interpretarea lui Niki Lauda din filmul Rush: Rivalitate și adrenalină.

## Viața personală
Brühl s-a născut în Barcelona, Spania. Tatăl său a fost regizorul german de televiziune Hanno Brühl, care s-a născut în São Paulo, Brazilia. Mama lui, spaniolă, a fost profesoară. De asemenea, el are un frate și o soră, Oliver și Miriam. La scurt timp după nașterea sa, familia lui s-a mutat la Köln, Germania, unde a crescut și a studiat la la Dreikönigsgymnasium. El vorbește fluent germană, rusă, catalană, engleză, portugheză, spaniolă și franceză.

## Legături externe
- Daniel Brühl la Internet Movie Database
- Fansite Daniel Brühl Arhivat în 14 ianuarie 2016, la Wayback Machine.